# アン・ランドール
アン・ランドール（Anne Randall、本名：バーバラ・ブルス(Barbara Burrus)、1944年9月23日 - ）は、アイルランド、ユーゴスラビア、チェロキーの血をひくアメリカ合衆国のモデル、女優。アラメダ (カリフォルニア州) 出身。1967年5月号の米PLAYBOY誌のプレイメイト。彼女の中央見開き折込ページ（センターフォールド）は、マリオ・カッシーリ (Mario Casilli) によって撮影された。

## 来歴
1959年、バーバラはポピュラー音楽に合わせて踊るティーンエイジャーを呼び物とした、午後のテレビ番組「KPIX Dance Party」のレギュラーになった。同番組はサンフランシスコのKPIX-TVチャンネル5（CBS）より放送された。これはディック・スチュワート司会の非常に人気の高かった番組で、1959年から1963年まで放送された。
PLAYBOY誌の撮影の時点では、バーバラはシティ・カレッジ・オブ・サンフランシスコで演劇を学んでいた。彼女の野心は女優になることであった。1967年後半、彼女はディック・スチュワートと結婚した。
この頃バーバラ・ブルスは、エージェントのアドバイスを受け、名前を「アン・ランドール」に変えた。1960年代後半から1970年代にかけて、アンは映画とテレビの仕事を続け、『探偵キャノン』、『Barnaby Jones』、『ロックフォードの事件メモ』のようなテレビ番組に出演した。彼女はまた『Hee Haw』のビューティーズの1人として、2年間出演した。彼女は時折「アン・ランドール・スチュワート」とクレジットされた。
アンは（2008年）現在サンシティに、夫と一緒に住んでおり、コミュニティ活動家として働いている。

## 映画・テレビ出演
- J-Men Forever (1979年) (voice) (as Anne Randall Stewart)
- 華麗な探偵ピート&マック - "Net Loss" (1977年) TV Episode (as Anne Randall Stewart) … Lena Ionescu
- Roger & Harry: The Mitera Target (1977年) (TV) (as Anne Randall Stewart) … Joanna March
- ロックフォードの事件メモ - "The Trouble with Warren" (1976年) … Catherine Lefcourt
- Bronk - "Jailbreak" (1976年) TV Episode (as Anne Randall Stewart)
- Hot L Baltimore - "Ainsley's Secret" (1975年) TV Episode
- Barnaby Jones
  - "Forfeit by Death" (1974年) … Peggy Gibson
  - "To Catch a Dead Man" (1973年) … Billie Thompson
- Love, American Style
  - "Love and the Competitors/Love and the Forever Tree/Love and the Image Makers/Love and Mr. Bunny/Love and the Phobia" (1974年) … (segment "Love and the Image Makers")
  - "Love and the Caller/Love and the Secret Life/Love and the Swinging Philosophy/Love and the Woman in White" (1972年) … (segment "Love and the Caller")
- 探偵キャノン Cannon - "Trial by Terror" (1973年) TV Episode
- ウエストワールド (1973年) … Daphne, Servant Girl
- ステイシーにぶち込め! (Stacey) (1973年) … Stacey Hanson
- The Night Strangler (1973年) (TV) (uncredited) … Policewoman Sheila
- ママは太陽 (The Doris Day Show) - "The Music Man" (1972年) (TV)
- Hee Haw (1969年) … Herself (1972-1973年)
- The Streets of San Francisco - "Tower Beyond Tragedy" (1972年) … Robin Short
- Get to Know Your Rabbit (1972年) … Stewardess
- Cade's County - "The Fake" (1972年) … Carla Ardmore
- Doomsday Voyage (1972年) … Katherine Jason
- Days of Our Lives (1965) … Sheila Hammond #2 (1971-1972)
- 四次元への招待 (Night Gallery) - "Tell David"... (1971年) … Julie
- センターコートの幻影 (The Christian Licorice Store) (1971年) … Texas Girl
- 警部マクロード" - "Somebody's Out to Get Jennie「顔のない肖像」(1971年) … Beverly
- Banyon (1971年) (TV) … Linda Hayden
- The Mod Squad - "The King of Empty Cups" (1970年)
- Hell's Bloody Devils (1970年) … Amanda
- Model Shop (1969年) … Model No. 2
- A Time for Dying (1969年) … Nellie Winters
- The Split (1968年) (uncredited) … Negli's Girl
- ザ・モンキーズ - "Everywhere a Shiek, Shiek" (1967年) … Maiden #2